# Nosodendron boliviense
Nosodendron boliviense is een keversoort uit de familie van de boomsapkevers (Nosodendridae). De wetenschappelijke naam van de soort is voor het eerst geldig gepubliceerd in 2005 door Háva.